# Benthamia bathieana
Benthamia bathieana es una especie de orquídea de hábito terrestre de la subfamilia Orchidoideae. Se encuentra en África

## Descripción
Es una orquídea de gran tamaño que prefiere el clima fresco al frío. Tiene hábitos terrestres,  con 3 a 6 hojas, en la parte inferior del tallo, ovadas a elípticas. Florece en el verano en una inflorescencia erecta de 30 cm de largo, con muchas flores.

## Distribución
Se encuentra en el noroeste de Madagascar y en Reunión, cerca de la sombra en las rocas húmedas a altitudes de alrededor de 2000 metros.

## Taxonomía
Fue descrita por el botánico y taxónomo alemán Rudolf Schlechter y publicado en Repertorium Specierum Novarum Regni Vegetabilis, Beihefte 33: 25 en el año 1924.

## Sinonimia
- Benthamia latifolia Schltr., Beih. Bot. Centralbl. 34(2): 303 (1916)[1][2][3]